# Nupserha aurodiscalis
Nupserha aurodiscalis är en skalbaggsart som beskrevs av Stefan von Breuning 1953. Nupserha aurodiscalis ingår i släktet Nupserha och familjen långhorningar. Inga underarter finns listade i Catalogue of Life.